# 筑波常遍
筑波 常遍（つくば じょうへん、1935年4月5日 - ）は、東京都生まれの真言宗の僧侶。父は靖国神社第5代宮司の筑波藤麿。

## 来歴
- 1954年、勧修寺門跡驚尾光遍師に従い得度。
- 1958年、種智院大学卒業。
- 1963年、勧修寺執行長。
- 1967年、真言宗山階派大本山勧修寺第45代長吏。

## 血縁
勧修寺門跡は、筑波藤麿の生家山階宮の初代晃親王もこの職に在った。母喜代子は旧佐伯藩毛利家出身。兄の常治は科学史家で法政大学助教授ののち、早稲田大学教授となる。姉の登喜枝は旧平戸藩松浦家出身の松浦擇に嫁ぐ。弟の和俊は宮内庁掌典。
- 父：筑波藤麿
- 母：喜代子
- 兄弟：常治 - 登喜枝 - 常遍（常秀） - 和俊
- 妻：宣子（北河原公典(東大寺別当)長女）
- 子：康子、裕子

## 主著
- 古寺巡礼京都4「勧修寺」（淡交社）(ISBN 4473013553)